# Вико, Феде
Федери́ко Ви́ко Вилье́гас (исп. Federico Vico Villegas; род. 4 июля 1994, Кордова) — испанский футболист, полузащитник клуба «Алькоркон».

## Клубная карьера
Федерико является воспитанником клуба «Кордова» из своего родного города. Он дебютировал за свой клуб 23 января 2011 года в матче против «Жироны». В своём дебютном сезоне Феде появился на поле лишь однажды (в основном выступал за команду-дубль), однако в течение двух следующих сезонов он был важной частью клуба. Всего Феде провёл пятьдесят восемь матчей и забил восемь голов за свой родной клуб.
13 июня 2013 года Феде был продан в бельгийский «Андерлехт». Однако начало карьеры у него там не задалось. В течение полугода Феде лишь пару раз появлялся на скамейке запасных, а на поле и вовсе не выходил.
В январе 2014 года Феде был арендован у «Андерлехта» новичком чемпионата Бельгии клубом «Остенде». Его дебют за «Остенде» состоялся 15 февраля 2014 года в матче против «Мехелена». В этом матче Феде отметился красивым голом, сравняв счёт в поединке.
1 сентября 2014 года Вико вернулся в свой бывший клуб «Кордова» по арендному соглашению на один сезон. 24 сентября игрок дебютировал за клуб, отыграв последние 15 минут матча против «Севильи», который команда проиграла со счётом 1–3.   
Вико сделал автогол пяткой в матче против «Хетафе» 9 марта 2015 года, который его команда проиграла 1–2. Клуб, в итоге, покинул высший дивизион. 
1 февраля 2016 года Вико отправился в аренду в «Альбасете». 8 декабря, будучи свободным агентом, игрок подписал контракт с «Луго» до июня 2018 года.

## Карьера в сборной
Феде играл в различных юношеских и молодёжных сборных Испании. В составе сборной до 19 лет он принимал участие на юношеском чемпионате Европы 2013.